# Озюксель, Ильке
Ильке Озюксель (тур. İlke Özyüksel; род. 26 февраля 1997, Анкара) — турецкая спортсменка-пятиборка, участница Олимпийских игр.

## Биография
Ильке Озюксель родилась 26 февраля 1997 года в Анкаре. Её отец на момент рождения Ильке был бывшим работником, вышедшим на пенсию, а мать работала в школе консультантом. Мать потеряла зрение в 15 лет из-за глазной гипертензии. Несмотря на нарушение зрения, она получила высшее образование и при этом была самой успевающей студенткой.
Через две недели после рождения Ильке сильно заболела. Первоначально врачи подозревали рак, но другой специалист, работавший в Соединенных Штатах и находившийся в Турции на трехдневной конференции, диагностировал у нее инфантильную гемангиому, которая может быть смертельной, если её не лечить. Ильке прошла лазерную терапию и смогла выжить. Она перенесла пять операций на сосудах.
Ильке окончила факультет физического воспитания Университета Анкары.
Ее отец умер от рака в середине 2019 года.

## Спортивная карьера
В возрасте всего девяти лет Озюксель стала чемпионом мира среди кадетов. В 2014 году она решила бросить пятиборье по совету тренера. Однако Федерация настояла на продолжении её карьеры и отправила на тренировку в Венгрию, где она пробыла одиннадцать месяцев. После того, как она побила мировой рекорд, она встретилась с неприязнью от венгерского тренера, и ей пришлось вернуться домой раньше срока. После возвращения Федерация создала команду из 10 человек, включая психолога, диетолога, массажиста и врача с целью подготовки к Олимпийским играм. Она тренировалась по восемь часов в день в течение четырех с половиной месяцев.
Она выиграла золотую медаль на молодежном чемпионате мира UIPM 2015 в Буэнос-Айресе. На этом же соревновании она установила два мировых рекорда среди молодежи, набрав в сумме 1065 очков. Этап бега со стрельбой она прошла за 11.55,00 и набрала 585 очков. Она получила путёвку на летних Олимпийских играх 2016 года в Рио-де-Жанейро, став первой турецкой пятиборкой на Олимпийских игр. На чемпионате Европы 2017 года в Минске она завоевала бронзовую медаль. На 4-м этапе Кубка мира 2017 года, проходившем в Дрзонкове, она завоевала бронзовую медаль и установила мировой рекорд среди юниоров, пройдя комбайн за 11 минут 57,53 секунды и набрав 583 очка. Озюксель завоевала золотую медаль на чемпионате Европы по современному пятиборью среди юниоров 2018 года, который проходил в Эль-Прат-де-Льобрегат. Она установила мировой рекорд среди юниоров в комбайне на чемпионате Европы по современному пятиборью в Бате.
В 2019 году она получила спортивную премию Мустафы Коча на сумму 250 000₺ (приблизительно 47 000 долларов США). Премия была учреждена совместно Koç Holding и Олимпийским комитетом Турции в память о покойном Мустафе Вехби Коче (1960—2016).
В 2019 году вышел короткометражный фильм «Ильке», посвященный ее жизни и карьере.
Она является членом спортивного клуба «Altınordu».